# Musée de l'Infanterie
 (mars 2017).
Si vous disposez d'ouvrages ou d'articles de référence ou si vous connaissez des sites web de qualité traitant du thème abordé ici, merci de compléter l'article en donnant les références utiles à sa vérifiabilité et en les liant à la section « Notes et références ».
Le musée de l'Infanterie est un musée militaire français, qui était situé à Montpellier (Hérault) avant d'être déplacé à Draguignan où sa réouverture est en attente (2023).
Détenant une collection patrimoniale de tout premier plan, il a pour but d'assurer la conservation du patrimoine, des traditions et de la culture militaire de l'infanterie française.

## Historique
Créé en 1969 et ouvert en 1973 au quartier Lepic, lieu d'implantation de l’École d'application de l'infanterie à Montpellier, le musée a rassemblé par dons ou par dépôts une collection d'objets et de documents relatifs à l'histoire de l'infanterie. Sur une sorte de champ libre d’accès, plus de 20 ha furent clos et reliés à la caserne par un pont, dit de Palikao. 
Largement tourné vers l'extérieur, il a été pendant plus de 30 ans un outil pédagogique, un instrument de travail, un lieu de réflexion et un espace de recherches tant pour les militaires en formation que pour les chercheurs de l'enseignement supérieur.
En 2010, l’École de l’infanterie de Montpellier rejoint l’école de l’Artillerie à Draguignan. Pour pallier la fermeture du musée de l’infanterie en juillet 2010, une salle d’honneur a été créée aux écoles militaires de Draguignan en 2013.
Plusieurs projets d'implantation en plaine d'Alsace se sont succédé. Après cinq années d'incertitude, le site de Draguignan a été retenu par le chef d’État major de l'Armée de terre. Profitant de la présence sur place de deux collections majeures : celle du musée de l'Artillerie — labellisé « Musée de France » — et celle de la bibliothèque historique héritée des Écoles de Metz et de Fontainebleau, le musée de l'Infanterie viendra s’agréger dans le Pôle muséal de Draguignan.
La définition de ce pôle est engagée depuis juin 2016. Il aurait dû être achevée en 2020-2021.
Le musée de l'Infanterie est soutenu par l'Association des amis de l'infanterie (AMI) de Draguignan, la dernière née des associations de soutien de l'Armée de terre. Relevant la tradition de l'AAMI, association de soutien de musée durant sa période à Montpellier, et de la SAMI, ayant rempli le même rôle vis-à-vis du projet d'implantation à Neuf-Brisach, l'AMI a tenu son assemblée constitutive début février 2017.
En 2018, le projet est à l'arrêt faute de crédit, et en date de 2023, ne s'est s'est pas concrétisé.